# Pêra do Moço
Pega do Moço is een plaats (freguesia) in de Portugese gemeente Guarda en telt 833 inwoners (2001).